# Nationaal park Charles Darwin
Het Nationaal park Charles Darwin ligt in het Australische Noordelijk Territorium, 4 km ten zuidoosten van Darwin.
Een bijzonderheid aan het park is dat er een aantal bunkers uit de Tweede Wereldoorlog in te vinden zijn. Eén daarvan is omgebouwd tot een bezoekerscentrum waar objecten uit deze periode worden tentoongesteld. Het park bevat ook enkele uitkijkpunten over de stad Darwin.
Verschillende evenementen vinden plaats in het Nationaal park Charles Darwin, waaronder het Earthdance-festival.